# Cratere Johun
Johun è un cratere sulla superficie di Giapeto.